# 文格羅沃區
55°41′01″N 76°44′57″E / 55.68361°N 76.74917°E
文格羅沃區（俄语：Венгеровский район），是俄羅斯的一個區，位於該國南部，由新西伯利亞州負責管轄，面積6,313平方公里，2010年人口20,446，人口密度每平方公里3.24人。